# Rio Zu
Zu (em francês: Zou) é um rio do sudoeste do Benim. As margens do rio são habitadas em partes pelos maís perto da fronteira Benim-Togo.